# San Hermenegildo (1789)
El San Hermenegildo fue un navío de línea español de 112 cañones que prestó servicio en la Armada Española desde que fue botado el 20 de enero de 1789, hasta que explotó en la noche del 12 de julio de 1801. Se construyó según el proyecto de José Romero y Fernández de Landa y pertenecía a la serie Santa Ana.

## Construcción
Se construyó siguiendo el proyecto de los Santa Ana, siendo los siguientes 8 navíos pertenecientes a tal serie: Santa Ana, el primero y el que da nombre a la serie, Mejicano, Conde de Regla, Salvador del Mundo, Real Carlos, San Hermenegildo, Reina María Luisa y Príncipe de Asturias.
A su entrega contaba con 30 cañones de 24 libras en la primera batería y no de 36 libras como todos los de su serie, debido a fallos constructivos en la estructura que impedían la puesta de cañones de más peso. En la segunda batería 32 cañones de 24 libras, en la tercera batería 32 cañones de 12 libras, en el alcázar doce cañones de 8 libras y finalmente en el castillo de proa seis cañones de 8 libras. Sus dimensiones eran de una eslora de 210 pies de Burgos, una manga de 58 pies y un puntal de 27 pies y 6 pulgadas.

## Historial
Durante la guerra contra la Francia republicana fue buque insignia de la escuadra de cuatro navíos de Federico Gravina, se desplazó al Mediterráneo y se incorporó a la escuadra de Lángara, participando en las operaciones de Cataluña. Además, tomó parte en la evacuación de Tolón junto con la escuadra británica del Vicealmirante Samuel Hood en 1793.
El 8 de junio de 1795 entró en el arsenal de Ferrol con el objetivo de arreglar los fallos constructivos que tenía mediante diversas obras de refuerzo y apuntalamiento. Después de terminar la reconstrucción, pudo admitir piezas de 36 libras en la primera batería, siendo hasta entonces de 24 libras las que podía llevar. Finalizaría su puesta a punto el 5 de agosto del mismo año.
Junto con los navíos Real Carlos, Argonauta y Monarca,  las fragatas  Nuestra Señora de la Asunción, Nuestra señora de la Paz, Nuestra Señora de las Mercedes y Santa Clara los bergantines Palomo y Vivo y la balandra Alduides participó en la defensa del puerto del Ferrol, a raíz del desembarco de los ingleses en aquella costa el 25 de agosto de 1800.

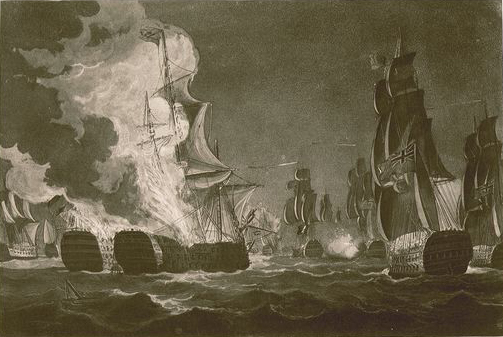
El navío Real Carlos y el San Hermenegildo momentos antes de estallar en la mar a causa del fuego amigo, pintado por Thomas Whitcombe.

## Explosión del buque
En la noche del 12 al 13 de julio de 1801 ocurrió el desastre por el que el San Hermenegildo y el Real Carlos entablaron combate hasta su explosión en la mar. La tragedia sucedió en el Estrecho de Gibraltar después de que un mes atrás, el 13 de junio, tuviera lugar la batalla de Algeciras, en la que una flota hispano-francesa venció a los ingleses en la bahía de Algeciras. Los ingleses se retiraron a Gibraltar y los franceses lo hicieron a Algeciras. Una escuadra española fue en ayuda de los franceses mandada por Juan Joaquín Moreno. Después de unas reparaciones de emergencia, decidieron dirigirse a Cádiz el día 12. En aquel viaje, la escuadra que navegaba formando dos columnas y a una velocidad relativamente lenta por los daños en varios navíos, el Real Carlos fue atacado por el navío inglés HMS Superb, que tenía como misión entorpecer la marcha. En la confusión de la noche, el Real Carlos tomó como enemigo al San Hermenegildo y empezó una cruenta batalla que se saldó con la explosión del Real Carlos en una primera instancia, para que después las llamas se propagasen sobre el San Hermenegildo hundiéndose el buque muriendo su comandante Manuel Antonio de Emparan y Orbe y parte de su tripulación. Se salvaron 262 marineros pertenecientes al navío San Hermenegildo. De la tripulación del Real Carlos se consiguieron rescatar dos oficiales y 36 hombres. El total de las bajas entre los dos navíos sería de alrededor de 1700 hombres muertos.
En el Panteón de Marinos Ilustres, ubicado dentro del recinto de la Población militar de San Carlos, en San Fernando (Cádiz), se le rinde homenaje al comandante del San Hermenegildo Manuel Antonio de Emparan y Orbe, su lápida dice:

A la memoria del Capitán de Navío Don Manuel Emparan. Muerto en la voladura del navío de su mando San Hermenegildo en el combate del estrecho de Gibraltar, 12 de Julio de 1.801.